# Campeonato Goiano Segunda Divisão 2017
In 2017 werd het 46ste Campeonato Goiano Segunda Divisão gespeeld voor clubs uit de Braziliaanse staat Goiás. De competitie werd georganiseerd door de FGF en werd gespeeld van 28 mei tot 13 augustus. Grêmio Anápolis werd kampioen.

## Eerste fase

### Groep A
| Plaats | Club         | Wed. | W | G | V | Saldo | Ptn. |
| ------ | ------------ | ---- | - | - | - | ----- | ---- |
| 1.     | Goiânia      | 8    | 6 | 0 | 2 | 13:3  | 18   |
| 2.     | Trindade     | 8    | 6 | 0 | 2 | 10:5  | 18   |
| 3.     | ASEEV        | 8    | 3 | 1 | 4 | 6:11  | 10   |
| 4.     | Santa Helena | 8    | 3 | 0 | 5 | 9:10  | 9    |
| 5.     | Aparecida    | 8    | 1 | 1 | 6 | 5:14  | 4    |

|  | Gekwalifeerd voor de tweede fase |
|  | Degradatie                       |

### Groep B
| Plaats | Club            | Wed. | W | G | V | Saldo | Ptn. |
| ------ | --------------- | ---- | - | - | - | ----- | ---- |
| 1.     | Anapolina       | 8    | 5 | 2 | 1 | 15:5  | 17   |
| 2.     | Grêmio Anápolis | 8    | 5 | 1 | 2 | 19:14 | 16   |
| 3.     | Novo Horizonte  | 8    | 4 | 3 | 1 | 14:10 | 15   |
| 4.     | América         | 8    | 2 | 2 | 4 | 7:9   | 8    |
| 5.     | Monte Cristo    | 8    | 0 | 0 | 8 | 3:20  | 0    |

|  | Gekwalifeerd voor de tweede fase |
|  | Degradatie                       |

## Tweede fase
|  | halve finale    | halve finale | halve finale | halve finale |  |                 | finale | finale | finale | finale |
|  |                 |              |              |              |  |                 |        |        |        |        |
|  |                 |              |              |              |  |                 |        |        |        |        |
|  | Grêmio Anápolis | 2            | 2            | 4            |  |                 |        |        |        |        |
|  | Goiânia         | 2            | 0            | 2            |  |                 |        |        |        |        |
|  |                 |              |              |              |  | Grêmio Anápolis | 1      | 1      | 2      |        |
|  |                 |              |              |              |  | Anapolina       | 1      | 1      | 2      |        |
|  | Trindade        | 1            | 1            | 2            |  |                 |        |        |        |        |
|  | Anapolina       | 1            | 1            | 2            |  |                 |        |        |        |        |

### Kampioen
| Campeonato Goiano de 2017 - Segunda Divisão |
| Goias                                       |
| ------------------------------------------- |
| GRÊMIO ANÁPOLIS Kampioen (1° titel)         |